# David Gunn
David Gunn (1946 – Pensacola, 10 marzo 1993) è stato un ginecologo statunitense.
Gunn conseguì il Bachelors alla Vanderbilt University e la laurea in medicina presso la University of Kentucky. Dopo il periodo di specializzazione, si trasferì in Alabama, per lavorare come ostetrico e ginecologo nell'America rurale.
Fu ucciso a Pensacola, in Florida il 10 marzo 1993, all'età di 47 anni, da Michael F. Griffin, un cristiano radicale e anti-abortista.
Il dottor Gunn è stato il primo di una serie di dottori assassinati da attivisti anti-abortisti. Altri furono Barnett Slepian e John Britton, ucciso dal reverendo Paul Hill.

## Riferimenti nella cultura di massa
Il suo omicidio è l'argomento della canzone Get Your Gunn di Marilyn Manson.